# Tribunal de Justiça da Paraíba
O Tribunal de Justiça da Paraíba, também conhecido pelo acrônimo TJPB, é o órgão máximo do Poder judiciário do estado brasileiro da Paraíba, com sede na capital paraibana, João Pessoa, tem jurisdição em todo o território estadual. O TJPB é composto por 19 desembargadores.

## História
Criado a 30 de setembro de 1891, pelo Decreto n°. 69, o Superior Tribunal de Justiça, pelo mesmo decreto foi designado o dia 15 de outubro daquele ano para sua instalação. A 9 de outubro, o Governador Venâncio Neiva nomeava os Desembargadores e demais integrantes da Magistratura paraibana.

## Composição
Esta é a sua atual composição de desembargadores:
1. Des. Márcio Murilo da Cunha Ramos (Presidente)
2. Des. Arnóbio Alves Teodósio (Vice-presidente)
3. Des. Romero Marcelo da Fonseca Oliveira (Corregedor-geral de Justiça)
4. Des. Luiz Silvio Ramalho Junior
5. Des. Abraham Lincoln da Cunha Ramos
6. Desª. Maria de Fátima Moraes Bezerra Cavalcanti
7. Des. Saulo Henriques de Sá e Benevides
8. Des. Marcos Cavalcanti de Albuquerque (Presidente da Esma)
9. Des. Joás de Brito Pereira Filho
10. Des. João Benedito da Silva
11. Des. João Alves da Silva
12. Des. Frederico Martinho da Nóbrega Coutinho
13. Des. José Ricardo Porto
14. Des. Carlos Martins Beltrão Filho
15. Desª. Maria das Gracas Morais Guedes
16. Des. Leandro dos Santos
17. Des. José  Aurélio da Cruz
18. Des. Oswaldo Trigueiro do Valle Filho
19. Des. Ricardo Vital de Almeida